# Kiron
Kiron és una població dels Estats Units a l'estat d'Iowa. Segons el cens del 2000 tenia 273 habitants.

## Demografia
Segons el cens del 2000, Kiron tenia 273 habitants, 126 habitatges, i 75 famílies. La densitat de població era de 527 habitants/km².
Dels 126 habitatges en un 23% hi vivien nens de menys de 18 anys, en un 49,2% hi vivien parelles casades, en un 8,7% dones solteres, i en un 39,7% no eren unitats familiars. En el 35,7% dels habitatges hi vivien persones soles el 20,6% de les quals corresponia a persones de 65 anys o més que vivien soles. El nombre mitjà de persones vivint en cada habitatge era de 2,17 i el nombre mitjà de persones que vivien en cada família era de 2,76.
Per edats la població es repartia de la següent manera: un 23,1% tenia menys de 18 anys, un 6,2% entre 18 i 24, un 17,9% entre 25 i 44, un 29,3% de 45 a 60 i un 23,4% 65 anys o més.
L'edat mediana era de 46 anys. Per cada 100 dones de 18 o més anys hi havia 96,3 homes.
La renda mediana per habitatge era de 31.429 $ i la renda mediana per família de 34.861 $. Els homes tenien una renda mediana de 28.750 $ mentre que les dones 17.500 $. La renda per capita de la població era de 16.061 $. Entorn de l'11,3% de les famílies i el 14,7% de la població estaven per davall del llindar de pobresa.

## Poblacions més properes
El següent diagrama mostra les poblacions més properes.